# Amphicoma amaliae
Amphicoma amaliae är en skalbaggsart som beskrevs av Nikodym 2005. Amphicoma amaliae ingår i släktet Amphicoma och familjen Glaphyridae. Inga underarter finns listade i Catalogue of Life.